# Vroondaal

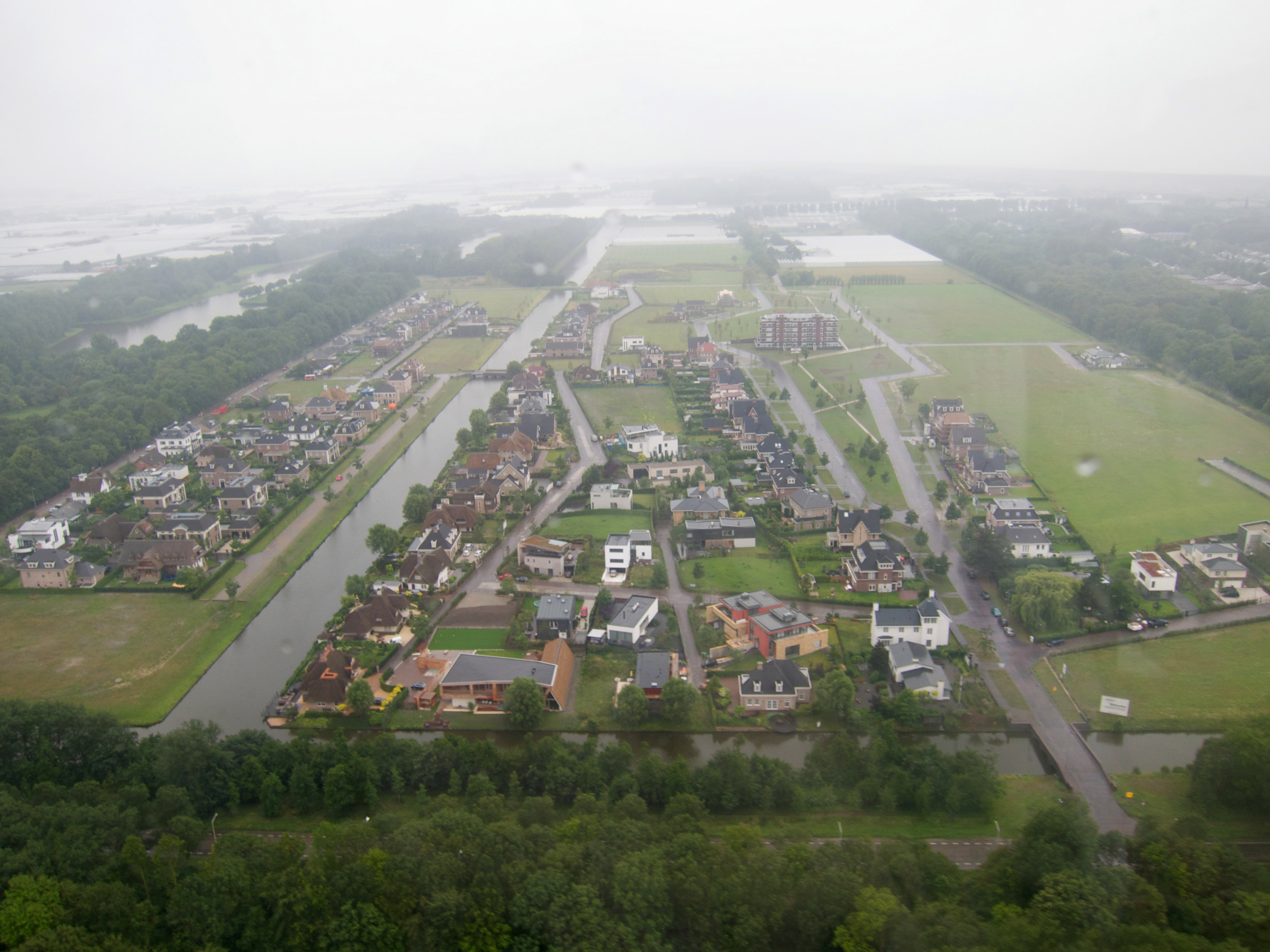
Luchtfoto van Vroondaal

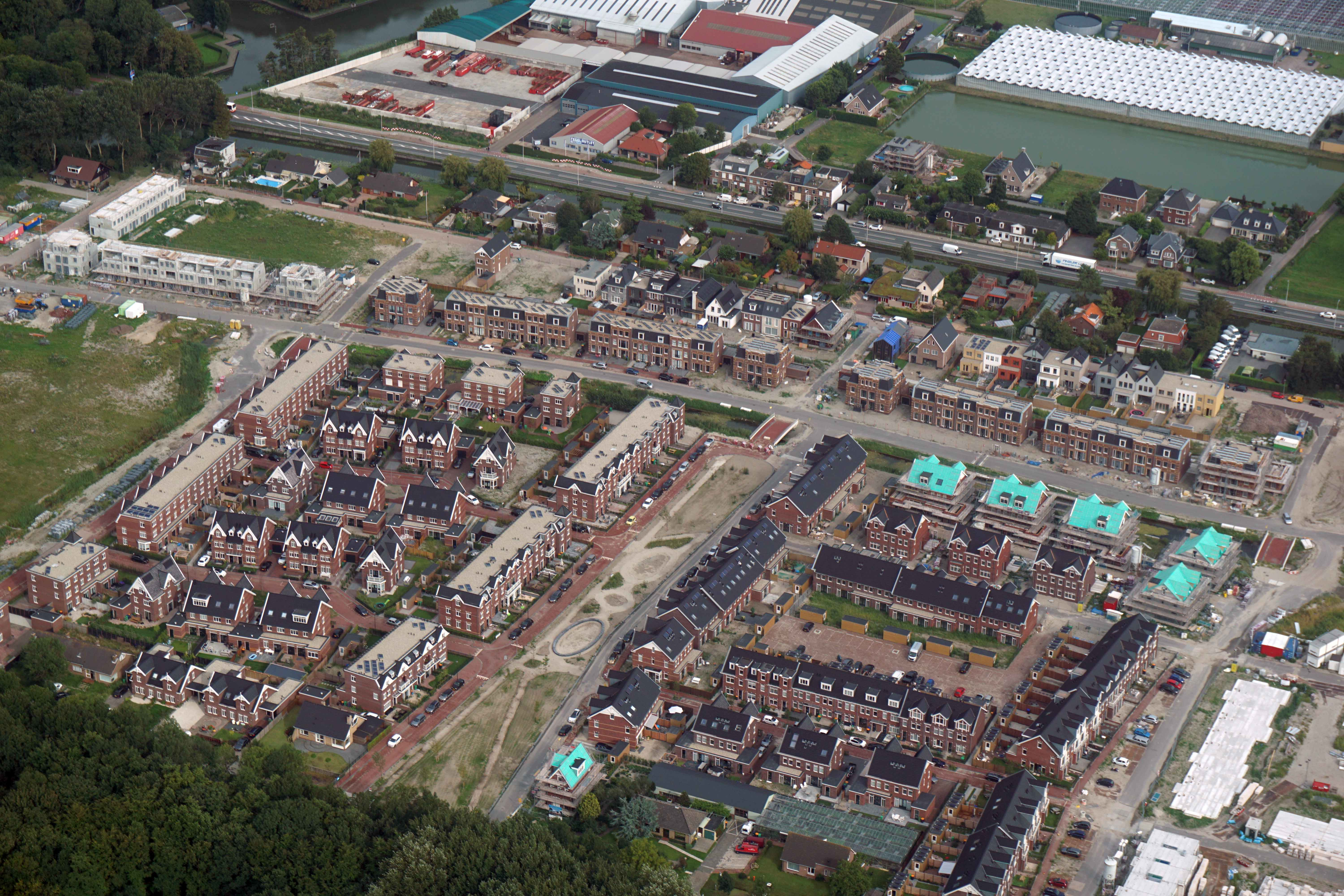
Vroondaal zuid 11 augustus 2017

Vroondaal is een villawijk in Den Haag van circa 100 hectare op een voormalig kassenterrein in het natuur- en recreatiegebied Madestein. Vlak bij Landgoed Ockenburgh, Kijkduin en the International School of the Hague.
De wijk wordt gekenmerkt door een bijzondere diversiteit in architectuur. Dit is ontstaan doordat de meeste bewoners hier hun woningen zelf hebben laten ontwerpen en bouwen. Er gelden weinig tot geen regels met betrekking tot het woningontwerp. Wel worden de ontwerpen getoetst door de commissie Esthetiek die vooral let op de samenhang in de woonwijk en de algehele kwalitatieve uitstraling.
De naam Vroondaal is ontleend aan de vroege middeleeuwen toen vrije boeren, de zogenaamde 'Vronen', in dit gebied grote landerijen beheerden en bewoonden. Het huidige Vroondaal refereert aan die ruimte en vrijheid van toen en dit wordt zichtbaar in de vrije architectuur en ruime opzet van de openbare ruimte.
Vroondaal is sinds 2004 in ontwikkeling en anno 2011 zijn circa 125 woningen gerealiseerd en enkele tientallen woningen nog in ontwikkeling dan wel aanbouw. Naast villa's en 2/1-kapwoningen is er ook een kleinschalig gebouw gerealiseerd met huurappartementen. Naar verwachting is het gehele woongebied in circa 2025 gereed.
Aan de zuidkant van Vroondaal, tussen de Madepolderweg en de Boomaweg, ligt Vroondaal Zuid. Het woningaanbod in Vroondaal Zuid is gebaseerd op karakteristieke Haagse huizen: statige ruime woningen met een rijke detaillering. De straten in deze nieuwe buurt zijn vernoemd naar Nobelprijswinnaars voor literatuur.